# Кватрильо
Ꜭ, ꜭ (кватрильо) — буква расширенной латиницы. Использовалась в некоторых рукописях на майяском языке киче в XVI веке и была изобретена миссионерами-иезуитами в Гватемале. Обозначала звук [kʼ]. Для другого абруптивного звука также использовалась буква тресильо.